# Oberster Gerichtshof der Philippinen
Der Oberste Gerichtshof der Philippinen (phil.: Kataas-taasang Hukuman ng Pilipinas oder Korte Suprema) ist die höchste richterliche Instanz auf den Philippinen. Das Gericht besteht aus 14 beisitzenden Richtern und einem vorsitzenden Richter. Alle Richter werden vom Staatspräsidenten ernannt auf Basis der Empfehlungen der philippinischen Anwaltskammer. Zum Richter am obersten Gerichtshof berufen werden kann, wer
- philippinischer Staatsbürger durch Geburt ist,
- mindestens 40 Jahre alt ist und
- mindestens 15 Jahre lang als Richter in niedrigerer Instanz tätig war[3].

Die Amtszeit der ernannten Richter ist zeitlich unbegrenzt, endet jedoch gemäß Verfassung spätestens mit dem Erreichen des 70. Lebensjahres.
Der Gebäudekomplex des Verfassungsgerichts befindet sich an der Taft Avenue, Ecke Padre-Faura-Straße in Manilas Distrikt Ermita.